# Save That Shit
«Save That Shit» (с англ. — «Сохрани это дерьмо») — песня американского рэпера Lil Peep с его первого студийного альбома Come Over When You’re Sober, Pt. 1 (2017). Она была выпущена в качестве четвертого сингла с альбома 12 августа 2017 года. Этот трек был спродюсирован Smokeasac и IIVI, и написанный самим Пипом, George Astasio, Jason Pebworth, Jon Shave, Michael Blackburn и Juan Alderete de la Peña. Песня является четвёртым по величине чартовым синглом Lil Peep в США, достигнув девятого места в чарте Billboard Bubbling Under R&B/Hip-Hop Singles после его смерти 15 ноября 2017 года.

## Критика
Mitch Findlay из HotNewHipHop дал песне положительный отзыв, рекомендуя читателям послушать её.

## Позиции в чартах
После смерти Lil Peep «Save That Shit» дебютировал на девятом месте в США в чарте Billboard Bubbling Under R&B/Hip-Hop Singles на неделе, начинающейся 9 декабря 2017 года, став второй по величине песней Lil Peep в чарте в США. Позже песня сошла с чарта на следующей неделе.
В Канаде песня дебютировала под номером 97 на Canadian Hot 100 наряду с «Awful Things» на неделе, начинающейся 9 декабря 2017 года, где она стала второй по величине песней Lil Peep в чарте в стране. Позже она вышла с чарта на следующей неделе, начиная с 16 декабря 2017 года.

## Музыкальное видео
Премьера клипа на песню «Save That Shit» состоялась посмертно, 19 декабря 2017 года. Клип был спродюсирован Mezzy и Heavy Rayn. По состоянию на октябрь 2020 года он превысил 319 миллионов просмотров на YouTube и является самым просматриваемым видеоклипом Lil Peep.

## Чарты

### Недельные чарты
| Чарт (2017)                            | Высшая позиция |
| -------------------------------------- | -------------- |
| Канада (Canadian Hot 100)              | 97             |
| Швеция (Sverigetopplistan)             | 75             |
| США Bubbling Under R&B/Hip-Hop Singles | 9              |

### Годовые чарты
| Чарт (2019)      | Позиция |
| ---------------- | ------- |
| Португалия (AFP) | 749     |

## Сертификации
| Регион                                                                      | Сертификация | Продажи   |
| --------------------------------------------------------------------------- | ------------ | --------- |
| Австралия (ARIA)                                                            | Платиновый   | 70 000    |
| Дания (IFPI Danmark)                                                        | Золотой      | 45 000    |
| Франция (SNEP)                                                              | Золотой      | 100 000   |
| Италия (FIMI)                                                               | Золотой      | 35 000    |
| Швеция (GLF)                                                                | Золотой      | 4 000 000 |
| Великобритания (BPI)                                                        | Золотой      | 400 000   |
| США (RIAA)                                                                  | Платиновый   | 1 000 000 |
| Данные о продажах + прослушиваниях приведены только на основе сертификации. |              |           |